# Strade Bianche 2025
Strade Bianche 2025 var den 19:e upplagan av det italienska cykelloppet Strade Bianche. Tävlingen avgjordes den 8 mars 2025 med både start och målgång i Siena. Loppet var en del av UCI World Tour 2025 och vanns av slovenske Tadej Pogačar från cykelstallet UAE Team Emirates XRG.

## Deltagande lag
| WorldTeams (18)- EF Education-EasyPost - Alpecin-Deceuninck - Arkéa-B&B Hotels - XDS Astana Team - Bahrain-Victorious - Cofidis - Decathlon AG2R La Mondiale Team - Groupama-FDJ - Ineos Grenadiers - Intermarché-Wanty - Lidl-Trek - Movistar Team - Red Bull-BORA-hansgrohe - Soudal Quick-Step - Team Picnic-PostNL - Team Jayco AlUla - Team Visma \| Lease a Bike - UAE Team Emirates XRG ProTeams (7)- Israel-Premier Tech - Uno-X Mobility - Lotto - Q36.5 Pro Cycling Team - Solution Tech-Vini Fantini - Team Polti VisitMalta - Tudor Pro Cycling Team |
| |

## Resultat
| \| Totaltävlingen \| Totaltävlingen \| Totaltävlingen \| Totaltävlingen \| Totaltävlingen \| \| Cyklist \| Cyklist \| Lag \| Tid \| \| \| -------------- \| ------------------- \| ----------------------- \| -------------- \| -------------- \| \| 1. \| Tadej Pogačar \| UAE Team Emirates XRG \| 5t 13' 58" \| \| \| 2. \| Tom Pidcock \| Q36.5 Pro Cycling Team \| + 1' 24" \| \| \| 3. \| Tim Wellens \| UAE Team Emirates XRG \| + 2' 12" \| \| \| 4. \| Ben Healy \| EF Education-EasyPost \| + 3' 23" \| \| \| 5. \| Peio Bilbao \| Bahrain Victorious \| + 4' 20" \| \| \| 6. \| Magnus Cort \| Uno-X Mobility \| + 4' 26" \| \| \| 7. \| Gianni Vermeersch \| Alpecin-Deceuninck \| + 4' 29" \| \| \| 8. \| Michael Valgren \| EF Education-EasyPost \| + 4' 37" \| \| \| 9. \| Lennert Van Eetvelt \| Lotto \| + 4' 47" \| \| \| 10. \| Roger Adrià \| Red Bull-Bora-Hansgrohe \| + 5' 06" \| \| |                     |                         |            |
| |                     |                         |            |
| Källa: ProCyclingStats |                     |                         |            |
| Totaltävlingen |                     |                         |            |
| Cyklist | Cyklist             | Lag                     | Tid        |
| 1. | Tadej Pogačar       | UAE Team Emirates XRG   | 5t 13' 58" |
| 2. | Tom Pidcock         | Q36.5 Pro Cycling Team  | + 1' 24"   |
| 3. | Tim Wellens         | UAE Team Emirates XRG   | + 2' 12"   |
| 4. | Ben Healy           | EF Education-EasyPost   | + 3' 23"   |
| 5. | Peio Bilbao         | Bahrain Victorious      | + 4' 20"   |
| 6. | Magnus Cort         | Uno-X Mobility          | + 4' 26"   |
| 7. | Gianni Vermeersch   | Alpecin-Deceuninck      | + 4' 29"   |
| 8. | Michael Valgren     | EF Education-EasyPost   | + 4' 37"   |
| 9. | Lennert Van Eetvelt | Lotto                   | + 4' 47"   |
| 10. | Roger Adrià         | Red Bull-Bora-Hansgrohe | + 5' 06"   |

## Startlista
| UAE Team Emirates XRG UAD                 | UAE Team Emirates XRG UAD      | UAE Team Emirates XRG UAD |
| ----------------------------------------- | ------------------------------ | ------------------------- |
| #                                         | Cyklist                        | Placering                 |
| 1                                         | Tadej Pogačar (SLO) (landsväg) | 1.                        |
| 2                                         | Filippo Baroncini (ITA)        | DNF                       |
| 3                                         | Isaac Del Toro (MEX)           | 33.                       |
| 4                                         | Felix Großschartner (AUT)      | DNF                       |
| 5                                         | Domen Novak (SLO) (landsväg)   | DNF                       |
| 6                                         | Florian Vermeersch (BEL)       | 18.                       |
| 7                                         | Tim Wellens (BEL)              | 3.                        |
| Sportchef : Andrej Hauptman, Manuele Mori |                                |                           |

| Alpecin-Deceuninck ADC                           | Alpecin-Deceuninck ADC      | Alpecin-Deceuninck ADC |
| ------------------------------------------------ | --------------------------- | ---------------------- |
| #                                                | Cyklist                     | Placering              |
| 11                                               | Gianni Vermeersch (BEL)     | 7.                     |
| 12                                               | Sam Gaze (NZL)              | DNF                    |
| 13                                               | Gal Glivar (SLO)            | DNF                    |
| 14                                               | Quinten Hermans (BEL)       | 15.                    |
| 15                                               | Xandro Meurisse (BEL)       | DNF                    |
| 16                                               | Johan Price-Pejtersen (DEN) | DNF                    |
| 17                                               | Emiel Verstrynge (BEL)      | DNF                    |
| Sportchef : Christoph Roodhooft, Gianni Meersman |                             |                        |

| Arkéa-B&B Hotels ARK                     | Arkéa-B&B Hotels ARK    | Arkéa-B&B Hotels ARK |
| ---------------------------------------- | ----------------------- | -------------------- |
| #                                        | Cyklist                 | Placering            |
| 21                                       | Kévin Vauquelin (FRA)   | 20.                  |
| 22                                       | Anthony Delaplace (FRA) | 53.                  |
| 23                                       | Louis Rouland (FRA)     | DNF                  |
| 24                                       | Simon Guglielmi (FRA)   | 92.                  |
| 25                                       | Mathis Le Berre (FRA)   | 80.                  |
| 26                                       | Martin Tjøtta (NOR)     | 65.                  |
| 27                                       | Clément Venturini (FRA) | DNF                  |
| Sportchef : Yvon Ledanois, Kévin Rinaldi |                         |                      |

| Bahrain Victorious TBV                         | Bahrain Victorious TBV   | Bahrain Victorious TBV |
| ---------------------------------------------- | ------------------------ | ---------------------- |
| #                                              | Cyklist                  | Placering              |
| 31                                             | Peio Bilbao (ESP)        | 5.                     |
| 32                                             | Nicolò Buratti (ITA)     | 98.                    |
| 33                                             | Afonso Eulálio (POR)     | 46.                    |
| 34                                             | Matej Mohorič (SLO)      | DNS                    |
| 35                                             | Andrea Pasqualon (ITA)   | DNF                    |
| 36                                             | Robert Stannard (AUS)    | DNF                    |
| 37                                             | Max van der Meulen (NED) | DNF                    |
| Sportchef : Gorazd Štangelj, Franco Pellizotti |                          |                        |

| Cofidis COF                                   | Cofidis COF                    | Cofidis COF |
| --------------------------------------------- | ------------------------------ | ----------- |
| #                                             | Cyklist                        | Placering   |
| 41                                            | Alex Aranburu (ESP) (landsväg) | 75.         |
| 42                                            | Valentin Ferron (FRA)          | DNF         |
| 43                                            | Ion Izagirre (ESP)             | 62.         |
| 44                                            | Jonathan Lastra (ESP)          | DNF         |
| 45                                            | Jan Maas (NED)                 | 73.         |
| 46                                            | Paul Ourselin (FRA)            | DNF         |
| 47                                            | Dylan Teuns (BEL)              | 37.         |
| Sportchef : Roberto Damiani, Bingen Fernández |                                |             |

| Decathlon-AG2R La Mondiale DAT          | Decathlon-AG2R La Mondiale DAT | Decathlon-AG2R La Mondiale DAT |
| --------------------------------------- | ------------------------------ | ------------------------------ |
| #                                       | Cyklist                        | Placering                      |
| 51                                      | Bastien Tronchon (FRA)         | 26.                            |
| 52                                      | Clément Berthet (FRA)          | DNF                            |
| 53                                      | Stan Dewulf (BEL)              | DNF                            |
| 54                                      | Jordan Labrosse (FRA)          | 17.                            |
| 55                                      | Noa Isidore (FRA)              | 97.                            |
| 56                                      | Nicolas Prodhomme (FRA)        | 91.                            |
| 57                                      | Andrea Vendrame (ITA)          | 16.                            |
| Sportchef : Julien Jurdie, Luke Roberts |                                |                                |

| EF Education-EasyPost EFE                          | EF Education-EasyPost EFE   | EF Education-EasyPost EFE |
| -------------------------------------------------- | --------------------------- | ------------------------- |
| #                                                  | Cyklist                     | Placering                 |
| 61                                                 | Ben Healy (IRL)             | 4.                        |
| 62                                                 | Richard Carapaz (ECU)       | 78.                       |
| 63                                                 | Rui Costa (POR) (landsväg)  | DNF                       |
| 64                                                 | Mikkel Frølich Honoré (DEN) | 38.                       |
| 65                                                 | Archie Ryan (IRL)           | DNF                       |
| 66                                                 | James Shaw (GBR)            | 67.                       |
| 67                                                 | Michael Valgren (DEN)       | 8.                        |
| Sportchef : Juan Manuel Gárate, Tejay van Garderen |                             |                           |

| Groupama-FDJ GFC            | Groupama-FDJ GFC       | Groupama-FDJ GFC |
| --------------------------- | ---------------------- | ---------------- |
| #                           | Cyklist                | Placering        |
| 71                          | Valentin Madouas (FRA) | 39.              |
| 72                          | Lewis Askey (GBR)      | 19.              |
| 73                          | David Gaudu (FRA)      | DNF              |
| 74                          | Lorenzo Germani (ITA)  | 55.              |
| 75                          | Romain Grégoire (FRA)  | 52.              |
| 76                          | Quentin Pacher (FRA)   | 76.              |
| 77                          | Rémy Rochas (FRA)      | DNF              |
| Sportchef : Jussi Veikkanen |                        |                  |

| Ineos Grenadiers IGD                    | Ineos Grenadiers IGD     | Ineos Grenadiers IGD |
| --------------------------------------- | ------------------------ | -------------------- |
| #                                       | Cyklist                  | Placering            |
| 81                                      | Michał Kwiatkowski (POL) | DNF                  |
| 82                                      | Kim Heiduk (GER)         | DNF                  |
| 83                                      | Salvatore Puccio (ITA)   | DNF                  |
| 84                                      | Brandon Rivera (COL)     | 34.                  |
| 85                                      | Artem Shmidt (USA)       | DNF                  |
| 86                                      | Connor Swift (GBR)       | 13.                  |
| 87                                      | Ben Turner (GBR)         | 56.                  |
| Sportchef : Imanol Erviti, Ian Stannard |                          |                      |

| Intermarché-Wanty IWA                             | Intermarché-Wanty IWA   | Intermarché-Wanty IWA |
| ------------------------------------------------- | ----------------------- | --------------------- |
| #                                                 | Cyklist                 | Placering             |
| 91                                                | Francesco Busatto (ITA) | 48.                   |
| 92                                                | Louis Barré (FRA)       | 36.                   |
| 93                                                | Kamiel Bonneu (BEL)     | DNF                   |
| 94                                                | Kevin Colleoni (ITA)    | 58.                   |
| 95                                                | Tom Paquot (BEL)        | DNF                   |
| 96                                                | Simone Petilli (ITA)    | DNF                   |
| 97                                                | Alexy Faure Prost (FRA) | DNF                   |
| Sportchef : Aike Visbeek, Franky Van Haesebroucke |                         |                       |

| Israel-Premier Tech IPT                  | Israel-Premier Tech IPT | Israel-Premier Tech IPT |
| ---------------------------------------- | ----------------------- | ----------------------- |
| #                                        | Cyklist                 | Placering               |
| 101                                      | Jakob Fuglsang (DEN)    | 43.                     |
| 102                                      | Joseph Blackmore (GBR)  | 30.                     |
| 103                                      | Simon Clarke (AUS)      | 51.                     |
| 104                                      | Hugo Houle (CAN)        | 54.                     |
| 105                                      | Krists Neilands (LAT)   | DNF                     |
| 106                                      | Nadav Raisberg (ISR)    | 93.                     |
| 107                                      | Riley Sheehan (USA)     | DNF                     |
| Sportchef : Sam Bewley, Francesco Frassi |                         |                         |

| Lidl-Trek LTK                           | Lidl-Trek LTK           | Lidl-Trek LTK |
| --------------------------------------- | ----------------------- | ------------- |
| #                                       | Cyklist                 | Placering     |
| 111                                     | Andrea Bagioli (ITA)    | DNF           |
| 112                                     | Bauke Mollema (NED)     | 35.           |
| 113                                     | Jacopo Mosca (ITA)      | DNF           |
| 114                                     | Albert Withen Philipsen | 25.           |
| 115                                     | Quinn Simmons (USA)     | DNF           |
| 116                                     | Toms Skujiņš (LAT)      | 12.           |
| 117                                     | Mathias Vacek (CZE)     | DNF           |
| Sportchef : Kim Andersen, Adriano Baffi |                         |               |

| Lotto LOT                             | Lotto LOT                 | Lotto LOT |
| ------------------------------------- | ------------------------- | --------- |
| #                                     | Cyklist                   | Placering |
| 121                                   | Lennert Van Eetvelt (BEL) | 9.        |
| 122                                   | Jarrad Drizners (AUS)     | DNF       |
| 123                                   | Logan Currie (NZL)        | 82.       |
| 124                                   | Arjen Livyns (BEL)        | 42.       |
| 125                                   | Eduardo Sepúlveda (ARG)   | 79.       |
| 126                                   | Reuben Thompson (NZL)     | 50.       |
| 127                                   | Jonas Gregaard (DEN)      | DNF       |
| Sportchef : Mario Aerts, Marc Wauters |                           |           |

| Movistar Team MOV        | Movistar Team MOV                   | Movistar Team MOV |
| ------------------------ | ----------------------------------- | ----------------- |
| #                        | Cyklist                             | Placering         |
| 131                      | Davide Formolo (ITA)                | 14.               |
| 132                      | Ruben Guerreiro (POR)               | DNF               |
| 133                      | Carlos Canal (ESP)                  | 64.               |
| 134                      | Davide Cimolai (ITA)                | DNF               |
| 135                      | Pelayo Sánchez (ESP)                | DNF               |
| 136                      | Gonzalo Serrano (ESP)               | 71.               |
| 137                      | Natnael Tesfatsion (ERI) (landsväg) | DNF               |
| Sportchef : Max Sciandri |                                     |                   |

| Q36.5 Pro Cycling Team Q36                     | Q36.5 Pro Cycling Team Q36 | Q36.5 Pro Cycling Team Q36 |
| ---------------------------------------------- | -------------------------- | -------------------------- |
| #                                              | Cyklist                    | Placering                  |
| 141                                            | Tom Pidcock (GBR)          | 2.                         |
| 142                                            | Xabier Azparren (ESP)      | DNF                        |
| 143                                            | Gianluca Brambilla (ITA)   | DNF                        |
| 144                                            | Fabio Christen (SUI)       | 87.                        |
| 145                                            | Mark Donovan (GBR)         | 27.                        |
| 146                                            | Milan Vader (NED)          | DNF                        |
| 147                                            | Nickolas Zukowsky (CAN)    | DNF                        |
| Sportchef : Gabriele Missaglia, Alex Sans Vega |                            |                            |

| Red Bull-Bora-Hansgrohe RBH                    | Red Bull-Bora-Hansgrohe RBH | Red Bull-Bora-Hansgrohe RBH |
| ---------------------------------------------- | --------------------------- | --------------------------- |
| #                                              | Cyklist                     | Placering                   |
| 151                                            | Roger Adrià (ESP)           | 10.                         |
| 152                                            | Jonas Koch (GER)            | DNF                         |
| 153                                            | Filip Maciejuk (POL)        | DNF                         |
| 154                                            | Gianni Moscon (ITA)         | DNF                         |
| 155                                            | Anton Palzer (GER)          | DNF                         |
| 156                                            | Jan Tratnik (SLO)           | 60.                         |
| 157                                            | Tim van Dijke (NED)         | DNF                         |
| Sportchef : Enrico Gasparotto, Christian Pömer |                             |                             |

| Team Solution Tech-Vini Fantini TFT | Team Solution Tech-Vini Fantini TFT | Team Solution Tech-Vini Fantini TFT |
| ----------------------------------- | ----------------------------------- | ----------------------------------- |
| #                                   | Cyklist                             | Placering                           |
| 161                                 | Davide Baldaccini (ITA)             | DNF                                 |
| 162                                 | Valerio Conti (ITA)                 | 72.                                 |
| 163                                 | Andrea Piras (ITA)                  | DNF                                 |
| 164                                 | Lorenzo Quartucci (ITA)             | 66.                                 |
| 165                                 | Kristian Sbaragli (ITA)             | DNF                                 |
| 166                                 | Arnaud Tissières (SUI)              | DNF                                 |
| 167                                 | Kyrylo Tsarenko (UKR)               | 83.                                 |
| Sportchef : Marco Zamparella        |                                     |                                     |

| Soudal Quick-Step SOQ                      | Soudal Quick-Step SOQ    | Soudal Quick-Step SOQ |
| ------------------------------------------ | ------------------------ | --------------------- |
| #                                          | Cyklist                  | Placering             |
| 171                                        | Mikel Landa (ESP)        | 11.                   |
| 172                                        | Mattia Cattaneo (ITA)    | 29.                   |
| 173                                        | Gianmarco Garofoli (ITA) | 45.                   |
| 174                                        | Pepijn Reinderink (NED)  | 59.                   |
| 175                                        | Pieter Serry (BEL)       | DNF                   |
| 176                                        | Mauri Vansevenant (BEL)  | 84.                   |
| 177                                        | Louis Vervaeke (BEL)     | DNF                   |
| Sportchef : Davide Bramati, Klaas Lodewyck |                          |                       |

| Team Jayco AlUla JAY                   | Team Jayco AlUla JAY       | Team Jayco AlUla JAY |
| -------------------------------------- | -------------------------- | -------------------- |
| #                                      | Cyklist                    | Placering            |
| 181                                    | Filippo Zana (ITA)         | 47.                  |
| 182                                    | Alessandro De Marchi (ITA) | DNF                  |
| 183                                    | Davide De Pretto (ITA)     | DNF                  |
| 184                                    | Felix Engelhardt (GER)     | 57.                  |
| 185                                    | Anders Foldager (DEN)      | 31.                  |
| 186                                    | Alan Hatherly (RSA)        | DNF                  |
| 187                                    | Asbjørn Hellemose (DEN)    | 86.                  |
| Sportchef : Valerio Piva, Andrew Smith |                            |                      |

| Team Picnic-PostNL TPP                   | Team Picnic-PostNL TPP    | Team Picnic-PostNL TPP |
| ---------------------------------------- | ------------------------- | ---------------------- |
| #                                        | Cyklist                   | Placering              |
| 191                                      | Kevin Vermaerke (USA)     | DNF                    |
| 192                                      | Romain Combaud (FRA)      | DNF                    |
| 193                                      | Robbe Dhondt (BEL)        | DNF                    |
| 194                                      | Chris Hamilton (AUS)      | 44.                    |
| 195                                      | Bjoern Koerdt (GBR)       | 77.                    |
| 196                                      | Max Poole (GBR)           | DNF                    |
| 197                                      | Frank van den Broek (NED) | 88.                    |
| Sportchef : Matthew Winston, Philip West |                           |                        |

| Team Polti VisitMalta PTV                    | Team Polti VisitMalta PTV | Team Polti VisitMalta PTV |
| -------------------------------------------- | ------------------------- | ------------------------- |
| #                                            | Cyklist                   | Placering                 |
| 201                                          | Mattia Bais (ITA)         | 81.                       |
| 202                                          | Davide De Cassan (ITA)    | 89.                       |
| 203                                          | Álex Martín (ESP)         | DNF                       |
| 204                                          | Gabriele Raccagni (ITA)   | DNF                       |
| 205                                          | Javier Serrano (ESP)      | DNF                       |
| 206                                          | Diego Sevilla (ESP)       | DNF                       |
| 207                                          | Samuele Zoccarato (ITA)   | 49.                       |
| Sportchef : Stefano Zanatta, Giovanni Ellena |                           |                           |

| Team Visma \| Lease a Bike TVL             | Team Visma \| Lease a Bike TVL | Team Visma \| Lease a Bike TVL |
| ------------------------------------------ | ------------------------------ | ------------------------------ |
| #                                          | Cyklist                        | Placering                      |
| 211                                        | Attila Valter (HUN) (landsväg) | 22.                            |
| 212                                        | Tijmen Graat (NED)             | 90.                            |
| 213                                        | Menno Huising (NED)            | DNF                            |
| 214                                        | Jörgen Nordhagen (NOR)         | 85.                            |
| 215                                        | Ben Tulett (GBR)               | 61.                            |
| 216                                        | Tosh Van der Sande (BEL)       | DNF                            |
| 217                                        | Julien Vermote (BEL)           | DNF                            |
| Sportchef : Jesper Mørkøv, Maarten Wynants |                                |                                |

| Tudor Pro Cycling Team TUD                 | Tudor Pro Cycling Team TUD      | Tudor Pro Cycling Team TUD |
| ------------------------------------------ | ------------------------------- | -------------------------- |
| #                                          | Cyklist                         | Placering                  |
| 221                                        | Marc Hirschi (SUI)              | 24.                        |
| 222                                        | Lawrence Warbasse (USA)         | 74.                        |
| 223                                        | Jacob Eriksson (SWE) (landsväg) | 96.                        |
| 224                                        | Roland Thalmann (SUI)           | DNF                        |
| 225                                        | Yannis Voisard (SUI)            | 69.                        |
| 226                                        | Fabian Weiss (SUI)              | 32.                        |
| 227                                        | Hannes Wilksch (GER)            | 94.                        |
| Sportchef : Matteo Tosatto, Marcel Sieberg |                                 |                            |

| Uno-X Mobility UXM                      | Uno-X Mobility UXM               | Uno-X Mobility UXM |
| --------------------------------------- | -------------------------------- | ------------------ |
| #                                       | Cyklist                          | Placering          |
| 231                                     | Magnus Cort (DEN)                | 6.                 |
| 232                                     | Martin Bugge Urianstad (NOR)     | 70.                |
| 233                                     | Fredrik Dversnes (NOR)           | 21.                |
| 234                                     | Ådne Holter (NOR)                | 95.                |
| 235                                     | Anders Halland Johannessen (NOR) | 28.                |
| 236                                     | Tobias Halland Johannessen (NOR) | 23.                |
| 237                                     | William Blume Levy (DEN)         | 68.                |
| Sportchef : Gabriel Rasch, Emil Vinjebo |                                  |                    |

| XDS Astana Team XAT                       | XDS Astana Team XAT              | XDS Astana Team XAT |
| ----------------------------------------- | -------------------------------- | ------------------- |
| #                                         | Cyklist                          | Placering           |
| 241                                       | Alberto Bettiol (ITA) (landsväg) | DNF                 |
| 242                                       | Alessandro Romele (ITA)          | 63.                 |
| 243                                       | Christian Scaroni (ITA)          | DNF                 |
| 244                                       | Ide Schelling (NED)              | DNF                 |
| 245                                       | Davide Toneatti (ITA)            | 40.                 |
| 246                                       | Diego Ulissi (ITA)               | DNF                 |
| 247                                       | Simone Velasco (ITA)             | 41.                 |
| Sportchef : Stefano Zanini, Dario Cataldo |                                  |                     |

| UAE Team Emirates XRG UAD                 | UAE Team Emirates XRG UAD      | UAE Team Emirates XRG UAD |
| ----------------------------------------- | ------------------------------ | ------------------------- |
| #                                         | Cyklist                        | Placering                 |
| 1                                         | Tadej Pogačar (SLO) (landsväg) | 1.                        |
| 2                                         | Filippo Baroncini (ITA)        | DNF                       |
| 3                                         | Isaac Del Toro (MEX)           | 33.                       |
| 4                                         | Felix Großschartner (AUT)      | DNF                       |
| 5                                         | Domen Novak (SLO) (landsväg)   | DNF                       |
| 6                                         | Florian Vermeersch (BEL)       | 18.                       |
| 7                                         | Tim Wellens (BEL)              | 3.                        |
| Sportchef : Andrej Hauptman, Manuele Mori |                                |                           |

| Alpecin-Deceuninck ADC                           | Alpecin-Deceuninck ADC      | Alpecin-Deceuninck ADC |
| ------------------------------------------------ | --------------------------- | ---------------------- |
| #                                                | Cyklist                     | Placering              |
| 11                                               | Gianni Vermeersch (BEL)     | 7.                     |
| 12                                               | Sam Gaze (NZL)              | DNF                    |
| 13                                               | Gal Glivar (SLO)            | DNF                    |
| 14                                               | Quinten Hermans (BEL)       | 15.                    |
| 15                                               | Xandro Meurisse (BEL)       | DNF                    |
| 16                                               | Johan Price-Pejtersen (DEN) | DNF                    |
| 17                                               | Emiel Verstrynge (BEL)      | DNF                    |
| Sportchef : Christoph Roodhooft, Gianni Meersman |                             |                        |

| Arkéa-B&B Hotels ARK                     | Arkéa-B&B Hotels ARK    | Arkéa-B&B Hotels ARK |
| ---------------------------------------- | ----------------------- | -------------------- |
| #                                        | Cyklist                 | Placering            |
| 21                                       | Kévin Vauquelin (FRA)   | 20.                  |
| 22                                       | Anthony Delaplace (FRA) | 53.                  |
| 23                                       | Louis Rouland (FRA)     | DNF                  |
| 24                                       | Simon Guglielmi (FRA)   | 92.                  |
| 25                                       | Mathis Le Berre (FRA)   | 80.                  |
| 26                                       | Martin Tjøtta (NOR)     | 65.                  |
| 27                                       | Clément Venturini (FRA) | DNF                  |
| Sportchef : Yvon Ledanois, Kévin Rinaldi |                         |                      |

| Bahrain Victorious TBV                         | Bahrain Victorious TBV   | Bahrain Victorious TBV |
| ---------------------------------------------- | ------------------------ | ---------------------- |
| #                                              | Cyklist                  | Placering              |
| 31                                             | Peio Bilbao (ESP)        | 5.                     |
| 32                                             | Nicolò Buratti (ITA)     | 98.                    |
| 33                                             | Afonso Eulálio (POR)     | 46.                    |
| 34                                             | Matej Mohorič (SLO)      | DNS                    |
| 35                                             | Andrea Pasqualon (ITA)   | DNF                    |
| 36                                             | Robert Stannard (AUS)    | DNF                    |
| 37                                             | Max van der Meulen (NED) | DNF                    |
| Sportchef : Gorazd Štangelj, Franco Pellizotti |                          |                        |

| Cofidis COF                                   | Cofidis COF                    | Cofidis COF |
| --------------------------------------------- | ------------------------------ | ----------- |
| #                                             | Cyklist                        | Placering   |
| 41                                            | Alex Aranburu (ESP) (landsväg) | 75.         |
| 42                                            | Valentin Ferron (FRA)          | DNF         |
| 43                                            | Ion Izagirre (ESP)             | 62.         |
| 44                                            | Jonathan Lastra (ESP)          | DNF         |
| 45                                            | Jan Maas (NED)                 | 73.         |
| 46                                            | Paul Ourselin (FRA)            | DNF         |
| 47                                            | Dylan Teuns (BEL)              | 37.         |
| Sportchef : Roberto Damiani, Bingen Fernández |                                |             |

| Decathlon-AG2R La Mondiale DAT          | Decathlon-AG2R La Mondiale DAT | Decathlon-AG2R La Mondiale DAT |
| --------------------------------------- | ------------------------------ | ------------------------------ |
| #                                       | Cyklist                        | Placering                      |
| 51                                      | Bastien Tronchon (FRA)         | 26.                            |
| 52                                      | Clément Berthet (FRA)          | DNF                            |
| 53                                      | Stan Dewulf (BEL)              | DNF                            |
| 54                                      | Jordan Labrosse (FRA)          | 17.                            |
| 55                                      | Noa Isidore (FRA)              | 97.                            |
| 56                                      | Nicolas Prodhomme (FRA)        | 91.                            |
| 57                                      | Andrea Vendrame (ITA)          | 16.                            |
| Sportchef : Julien Jurdie, Luke Roberts |                                |                                |

| EF Education-EasyPost EFE                          | EF Education-EasyPost EFE   | EF Education-EasyPost EFE |
| -------------------------------------------------- | --------------------------- | ------------------------- |
| #                                                  | Cyklist                     | Placering                 |
| 61                                                 | Ben Healy (IRL)             | 4.                        |
| 62                                                 | Richard Carapaz (ECU)       | 78.                       |
| 63                                                 | Rui Costa (POR) (landsväg)  | DNF                       |
| 64                                                 | Mikkel Frølich Honoré (DEN) | 38.                       |
| 65                                                 | Archie Ryan (IRL)           | DNF                       |
| 66                                                 | James Shaw (GBR)            | 67.                       |
| 67                                                 | Michael Valgren (DEN)       | 8.                        |
| Sportchef : Juan Manuel Gárate, Tejay van Garderen |                             |                           |

| Groupama-FDJ GFC            | Groupama-FDJ GFC       | Groupama-FDJ GFC |
| --------------------------- | ---------------------- | ---------------- |
| #                           | Cyklist                | Placering        |
| 71                          | Valentin Madouas (FRA) | 39.              |
| 72                          | Lewis Askey (GBR)      | 19.              |
| 73                          | David Gaudu (FRA)      | DNF              |
| 74                          | Lorenzo Germani (ITA)  | 55.              |
| 75                          | Romain Grégoire (FRA)  | 52.              |
| 76                          | Quentin Pacher (FRA)   | 76.              |
| 77                          | Rémy Rochas (FRA)      | DNF              |
| Sportchef : Jussi Veikkanen |                        |                  |

| Ineos Grenadiers IGD                    | Ineos Grenadiers IGD     | Ineos Grenadiers IGD |
| --------------------------------------- | ------------------------ | -------------------- |
| #                                       | Cyklist                  | Placering            |
| 81                                      | Michał Kwiatkowski (POL) | DNF                  |
| 82                                      | Kim Heiduk (GER)         | DNF                  |
| 83                                      | Salvatore Puccio (ITA)   | DNF                  |
| 84                                      | Brandon Rivera (COL)     | 34.                  |
| 85                                      | Artem Shmidt (USA)       | DNF                  |
| 86                                      | Connor Swift (GBR)       | 13.                  |
| 87                                      | Ben Turner (GBR)         | 56.                  |
| Sportchef : Imanol Erviti, Ian Stannard |                          |                      |

| Intermarché-Wanty IWA                             | Intermarché-Wanty IWA   | Intermarché-Wanty IWA |
| ------------------------------------------------- | ----------------------- | --------------------- |
| #                                                 | Cyklist                 | Placering             |
| 91                                                | Francesco Busatto (ITA) | 48.                   |
| 92                                                | Louis Barré (FRA)       | 36.                   |
| 93                                                | Kamiel Bonneu (BEL)     | DNF                   |
| 94                                                | Kevin Colleoni (ITA)    | 58.                   |
| 95                                                | Tom Paquot (BEL)        | DNF                   |
| 96                                                | Simone Petilli (ITA)    | DNF                   |
| 97                                                | Alexy Faure Prost (FRA) | DNF                   |
| Sportchef : Aike Visbeek, Franky Van Haesebroucke |                         |                       |

| Israel-Premier Tech IPT                  | Israel-Premier Tech IPT | Israel-Premier Tech IPT |
| ---------------------------------------- | ----------------------- | ----------------------- |
| #                                        | Cyklist                 | Placering               |
| 101                                      | Jakob Fuglsang (DEN)    | 43.                     |
| 102                                      | Joseph Blackmore (GBR)  | 30.                     |
| 103                                      | Simon Clarke (AUS)      | 51.                     |
| 104                                      | Hugo Houle (CAN)        | 54.                     |
| 105                                      | Krists Neilands (LAT)   | DNF                     |
| 106                                      | Nadav Raisberg (ISR)    | 93.                     |
| 107                                      | Riley Sheehan (USA)     | DNF                     |
| Sportchef : Sam Bewley, Francesco Frassi |                         |                         |

| Lidl-Trek LTK                           | Lidl-Trek LTK           | Lidl-Trek LTK |
| --------------------------------------- | ----------------------- | ------------- |
| #                                       | Cyklist                 | Placering     |
| 111                                     | Andrea Bagioli (ITA)    | DNF           |
| 112                                     | Bauke Mollema (NED)     | 35.           |
| 113                                     | Jacopo Mosca (ITA)      | DNF           |
| 114                                     | Albert Withen Philipsen | 25.           |
| 115                                     | Quinn Simmons (USA)     | DNF           |
| 116                                     | Toms Skujiņš (LAT)      | 12.           |
| 117                                     | Mathias Vacek (CZE)     | DNF           |
| Sportchef : Kim Andersen, Adriano Baffi |                         |               |

| Lotto LOT                             | Lotto LOT                 | Lotto LOT |
| ------------------------------------- | ------------------------- | --------- |
| #                                     | Cyklist                   | Placering |
| 121                                   | Lennert Van Eetvelt (BEL) | 9.        |
| 122                                   | Jarrad Drizners (AUS)     | DNF       |
| 123                                   | Logan Currie (NZL)        | 82.       |
| 124                                   | Arjen Livyns (BEL)        | 42.       |
| 125                                   | Eduardo Sepúlveda (ARG)   | 79.       |
| 126                                   | Reuben Thompson (NZL)     | 50.       |
| 127                                   | Jonas Gregaard (DEN)      | DNF       |
| Sportchef : Mario Aerts, Marc Wauters |                           |           |

| Movistar Team MOV        | Movistar Team MOV                   | Movistar Team MOV |
| ------------------------ | ----------------------------------- | ----------------- |
| #                        | Cyklist                             | Placering         |
| 131                      | Davide Formolo (ITA)                | 14.               |
| 132                      | Ruben Guerreiro (POR)               | DNF               |
| 133                      | Carlos Canal (ESP)                  | 64.               |
| 134                      | Davide Cimolai (ITA)                | DNF               |
| 135                      | Pelayo Sánchez (ESP)                | DNF               |
| 136                      | Gonzalo Serrano (ESP)               | 71.               |
| 137                      | Natnael Tesfatsion (ERI) (landsväg) | DNF               |
| Sportchef : Max Sciandri |                                     |                   |

| Q36.5 Pro Cycling Team Q36                     | Q36.5 Pro Cycling Team Q36 | Q36.5 Pro Cycling Team Q36 |
| ---------------------------------------------- | -------------------------- | -------------------------- |
| #                                              | Cyklist                    | Placering                  |
| 141                                            | Tom Pidcock (GBR)          | 2.                         |
| 142                                            | Xabier Azparren (ESP)      | DNF                        |
| 143                                            | Gianluca Brambilla (ITA)   | DNF                        |
| 144                                            | Fabio Christen (SUI)       | 87.                        |
| 145                                            | Mark Donovan (GBR)         | 27.                        |
| 146                                            | Milan Vader (NED)          | DNF                        |
| 147                                            | Nickolas Zukowsky (CAN)    | DNF                        |
| Sportchef : Gabriele Missaglia, Alex Sans Vega |                            |                            |

| Red Bull-Bora-Hansgrohe RBH                    | Red Bull-Bora-Hansgrohe RBH | Red Bull-Bora-Hansgrohe RBH |
| ---------------------------------------------- | --------------------------- | --------------------------- |
| #                                              | Cyklist                     | Placering                   |
| 151                                            | Roger Adrià (ESP)           | 10.                         |
| 152                                            | Jonas Koch (GER)            | DNF                         |
| 153                                            | Filip Maciejuk (POL)        | DNF                         |
| 154                                            | Gianni Moscon (ITA)         | DNF                         |
| 155                                            | Anton Palzer (GER)          | DNF                         |
| 156                                            | Jan Tratnik (SLO)           | 60.                         |
| 157                                            | Tim van Dijke (NED)         | DNF                         |
| Sportchef : Enrico Gasparotto, Christian Pömer |                             |                             |

| Team Solution Tech-Vini Fantini TFT | Team Solution Tech-Vini Fantini TFT | Team Solution Tech-Vini Fantini TFT |
| ----------------------------------- | ----------------------------------- | ----------------------------------- |
| #                                   | Cyklist                             | Placering                           |
| 161                                 | Davide Baldaccini (ITA)             | DNF                                 |
| 162                                 | Valerio Conti (ITA)                 | 72.                                 |
| 163                                 | Andrea Piras (ITA)                  | DNF                                 |
| 164                                 | Lorenzo Quartucci (ITA)             | 66.                                 |
| 165                                 | Kristian Sbaragli (ITA)             | DNF                                 |
| 166                                 | Arnaud Tissières (SUI)              | DNF                                 |
| 167                                 | Kyrylo Tsarenko (UKR)               | 83.                                 |
| Sportchef : Marco Zamparella        |                                     |                                     |

| Soudal Quick-Step SOQ                      | Soudal Quick-Step SOQ    | Soudal Quick-Step SOQ |
| ------------------------------------------ | ------------------------ | --------------------- |
| #                                          | Cyklist                  | Placering             |
| 171                                        | Mikel Landa (ESP)        | 11.                   |
| 172                                        | Mattia Cattaneo (ITA)    | 29.                   |
| 173                                        | Gianmarco Garofoli (ITA) | 45.                   |
| 174                                        | Pepijn Reinderink (NED)  | 59.                   |
| 175                                        | Pieter Serry (BEL)       | DNF                   |
| 176                                        | Mauri Vansevenant (BEL)  | 84.                   |
| 177                                        | Louis Vervaeke (BEL)     | DNF                   |
| Sportchef : Davide Bramati, Klaas Lodewyck |                          |                       |

| Team Jayco AlUla JAY                   | Team Jayco AlUla JAY       | Team Jayco AlUla JAY |
| -------------------------------------- | -------------------------- | -------------------- |
| #                                      | Cyklist                    | Placering            |
| 181                                    | Filippo Zana (ITA)         | 47.                  |
| 182                                    | Alessandro De Marchi (ITA) | DNF                  |
| 183                                    | Davide De Pretto (ITA)     | DNF                  |
| 184                                    | Felix Engelhardt (GER)     | 57.                  |
| 185                                    | Anders Foldager (DEN)      | 31.                  |
| 186                                    | Alan Hatherly (RSA)        | DNF                  |
| 187                                    | Asbjørn Hellemose (DEN)    | 86.                  |
| Sportchef : Valerio Piva, Andrew Smith |                            |                      |

| Team Picnic-PostNL TPP                   | Team Picnic-PostNL TPP    | Team Picnic-PostNL TPP |
| ---------------------------------------- | ------------------------- | ---------------------- |
| #                                        | Cyklist                   | Placering              |
| 191                                      | Kevin Vermaerke (USA)     | DNF                    |
| 192                                      | Romain Combaud (FRA)      | DNF                    |
| 193                                      | Robbe Dhondt (BEL)        | DNF                    |
| 194                                      | Chris Hamilton (AUS)      | 44.                    |
| 195                                      | Bjoern Koerdt (GBR)       | 77.                    |
| 196                                      | Max Poole (GBR)           | DNF                    |
| 197                                      | Frank van den Broek (NED) | 88.                    |
| Sportchef : Matthew Winston, Philip West |                           |                        |

| Team Polti VisitMalta PTV                    | Team Polti VisitMalta PTV | Team Polti VisitMalta PTV |
| -------------------------------------------- | ------------------------- | ------------------------- |
| #                                            | Cyklist                   | Placering                 |
| 201                                          | Mattia Bais (ITA)         | 81.                       |
| 202                                          | Davide De Cassan (ITA)    | 89.                       |
| 203                                          | Álex Martín (ESP)         | DNF                       |
| 204                                          | Gabriele Raccagni (ITA)   | DNF                       |
| 205                                          | Javier Serrano (ESP)      | DNF                       |
| 206                                          | Diego Sevilla (ESP)       | DNF                       |
| 207                                          | Samuele Zoccarato (ITA)   | 49.                       |
| Sportchef : Stefano Zanatta, Giovanni Ellena |                           |                           |

| Team Visma \| Lease a Bike TVL             | Team Visma \| Lease a Bike TVL | Team Visma \| Lease a Bike TVL |
| ------------------------------------------ | ------------------------------ | ------------------------------ |
| #                                          | Cyklist                        | Placering                      |
| 211                                        | Attila Valter (HUN) (landsväg) | 22.                            |
| 212                                        | Tijmen Graat (NED)             | 90.                            |
| 213                                        | Menno Huising (NED)            | DNF                            |
| 214                                        | Jörgen Nordhagen (NOR)         | 85.                            |
| 215                                        | Ben Tulett (GBR)               | 61.                            |
| 216                                        | Tosh Van der Sande (BEL)       | DNF                            |
| 217                                        | Julien Vermote (BEL)           | DNF                            |
| Sportchef : Jesper Mørkøv, Maarten Wynants |                                |                                |

| Tudor Pro Cycling Team TUD                 | Tudor Pro Cycling Team TUD      | Tudor Pro Cycling Team TUD |
| ------------------------------------------ | ------------------------------- | -------------------------- |
| #                                          | Cyklist                         | Placering                  |
| 221                                        | Marc Hirschi (SUI)              | 24.                        |
| 222                                        | Lawrence Warbasse (USA)         | 74.                        |
| 223                                        | Jacob Eriksson (SWE) (landsväg) | 96.                        |
| 224                                        | Roland Thalmann (SUI)           | DNF                        |
| 225                                        | Yannis Voisard (SUI)            | 69.                        |
| 226                                        | Fabian Weiss (SUI)              | 32.                        |
| 227                                        | Hannes Wilksch (GER)            | 94.                        |
| Sportchef : Matteo Tosatto, Marcel Sieberg |                                 |                            |

| Uno-X Mobility UXM                      | Uno-X Mobility UXM               | Uno-X Mobility UXM |
| --------------------------------------- | -------------------------------- | ------------------ |
| #                                       | Cyklist                          | Placering          |
| 231                                     | Magnus Cort (DEN)                | 6.                 |
| 232                                     | Martin Bugge Urianstad (NOR)     | 70.                |
| 233                                     | Fredrik Dversnes (NOR)           | 21.                |
| 234                                     | Ådne Holter (NOR)                | 95.                |
| 235                                     | Anders Halland Johannessen (NOR) | 28.                |
| 236                                     | Tobias Halland Johannessen (NOR) | 23.                |
| 237                                     | William Blume Levy (DEN)         | 68.                |
| Sportchef : Gabriel Rasch, Emil Vinjebo |                                  |                    |

| XDS Astana Team XAT                       | XDS Astana Team XAT              | XDS Astana Team XAT |
| ----------------------------------------- | -------------------------------- | ------------------- |
| #                                         | Cyklist                          | Placering           |
| 241                                       | Alberto Bettiol (ITA) (landsväg) | DNF                 |
| 242                                       | Alessandro Romele (ITA)          | 63.                 |
| 243                                       | Christian Scaroni (ITA)          | DNF                 |
| 244                                       | Ide Schelling (NED)              | DNF                 |
| 245                                       | Davide Toneatti (ITA)            | 40.                 |
| 246                                       | Diego Ulissi (ITA)               | DNF                 |
| 247                                       | Simone Velasco (ITA)             | 41.                 |
| Sportchef : Stefano Zanini, Dario Cataldo |                                  |                     |

Förklaringar
DNF = Fullföljde inte, OTL = Utanför tidsgränsen, DNS = Startade inte, DSQ = Diskvalificerad